# Lithospermum obovatum
Lithospermum obovatum är en strävbladig växtart som beskrevs av Macbride. Lithospermum obovatum ingår i släktet stenfrön, och familjen strävbladiga växter. Inga underarter finns listade i Catalogue of Life.